# Gestor de información personal

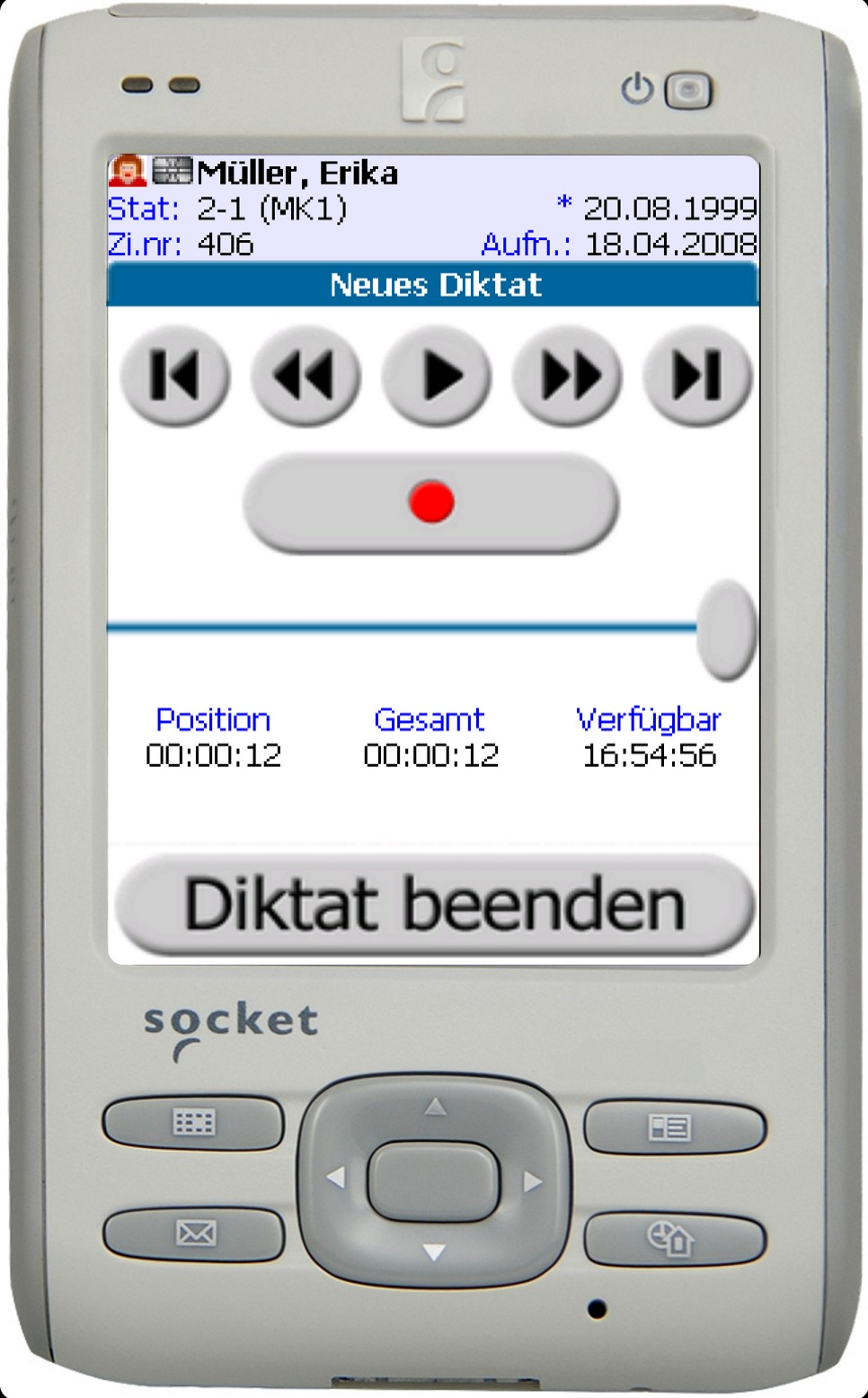
Un ejemplo de gestor de información personal, que en su pantalla muestra la función de grabar mensajes de voz

Un gestor de información personal (a menudo denominado en inglés PIM tool) es un dispositivo o programa informático que ayuda a gestionar la información personal. Las siglas inglesas PIM (personal information management, gestión de información personal) se utilizan en el español académico para referirse a la gestión de información personal como campo de estudio. El objetivo de un gestor de información personal es facilitar el registro, seguimiento y manejo de ciertos tipos de información personal.
El concepto "información personal" se emplea en 2 sentidos. Por un lado, la página de la Wikipedia en español con esas dos palabras la define como «la información que puede usarse para identificar, contactar o localizar a una persona en concreto», es decir, los datos personales (nombre, teléfono, domicilio, etc., que están redireccionados a Información personal). Por otro lado, en el campo académico y científico de la PIM, se define como toda la información que maneja una personaː los mensajes que manda o recibe, las películas que ve, las citas de su agenda, los mensajes de voz que deja o escucha, las anotaciones que toma, o los repositorios de documentos personales, etc. 
El gestor de información personal ayuda con información encuadrada en esta segunda definición. Puede ser una simple agenda de papel donde la persona va anotando sus citas con un bolígrafo. Puede ser una agenda electrónica (conocida también como organizador personal o PDA por sus siglas en inglés). O puede consistir en una aplicación móvil (app) instalada en su teléfono inteligente.

## Alcance
La información personal puede incluir, entre otros muchos elementos, algunos de los siguientes:
- Libretas de direcciones
- Alertas
- Un calendario digital con fechas de calendario, tales como:
  - Aniversarios
  - Citas
  - Cumpleaños
  - Eventos
  - Reuniones
- Registros académicos
- Direcciones de correo electrónico
- Comunicaciones por fax
- Itinerarios
- Mensajes instantáneos
- Documentos legales
- Listas (como listas de lectura o de tareas)
- Información médica, como direcciones de consultorios, historial médico o recetas
- Contraseñas y credenciales de inicio de sesión
- Colecciones de archivos personales (digitales y físicos): documentos, música, fotos o videos
- Diario personal
- Memorandos
- Notas
- Funciones de gestión de proyectos
- Recetas de cocina
- Materiales de referencia (incluyendo referencias científicas, sitios web de interés)
- Medios de redifusión de contenido web, como RSS o Atom
- Recordatorios
- Mensajes de voz

## Sincronización
Algunos gestores de información personal pueden sincronizar sus datos a través de una red informática, incluidas las redes móviles ad hoc (MANET). Esta función generalmente almacena los datos personales en unidades en la nube que permiten actualizaciones/acceso continuos y simultáneos a los datos en las computadoras del usuario, incluidos los  ordenadores de sobremesa, las computadoras portátiles y los dispositivos móviles, como asistentes digitales personales o teléfonos inteligentes.

## Historia
Antes de que Apple introdujera el término "asistente digital personal" (PDA por sus siglas en inglés) en 1992, los organizadores personales portátiles como Psion Organizer y Sharp Wizard también se denominaban "PIM tools".
Las funciones de gestión del tiempo y comunicaciones de estas herramientas migraron en gran medida de los PDA a los teléfonos inteligentes.